# Anaspis saharaensis
Anaspis saharaensis is een keversoort uit de familie bloemspartelkevers (Scraptiidae). De wetenschappelijke naam van de soort is voor het eerst geldig gepubliceerd in 1966 door Ermisch.